# 千歳市立東千歳中学校
千歳市立東千歳中学校（ちとせしりつひがしちとせちゅうがっこう）は、北海道千歳市幌加に所在する公立中学校。

## 特色
花壇の取り組み
- 千歳市花いっぱいコンクール
  - 最優秀賞 1回（2009年）[1]
  - 優秀賞 1回（2021年）[1]
  - 優良賞 5回（1988年 - 1989年、1992年 - 1994年）[1]
  - 特別賞 2回（2010年 - 2011年）[1]
  - 名誉花壇賞 1回（2012年）[1]

## 沿革
年表
- 1952年（昭和27年）- 千歳町立東千歳中学校が開校[注 1][1]。
- 1956年（昭和31年）- 屋内体育館完成[1]。
- 1957年（昭和32年）- 門柱建立[1]。
- 1958年（昭和33年）- 市制施行により千歳市立東千歳中学校に改称[1]。
- 1960年（昭和35年）- 一部の教室改良し冬季寄宿施設を開設[1]。
- 1962年（昭和37年）- 電話開通、校歌制定（作詞：半田景明、作曲：山城茂）[1]
- 1963年（昭和38年）- 寄宿舎「東雲寮」完成[1]。
- 1965年（昭和40年）- 東千歳調理場が完成[1]。
- 1970年（昭和45年）- スクールバス運行開始、寄宿舎閉鎖[1]。
- 1974年（昭和49年）- 新校舎完成[1]。
- 1977年（昭和52年）- 体育館完成[1]。
- 1980年（昭和55年）- 学校農園を開設[1]。
- 1985年（昭和60年）- 校舎前庭整備工事完了[1]。
- 1988年（昭和63年）- 学校農園廃止に伴うグラウンド拡張整備完了[1]。
- 1990年（平成2年）- 校舎改修工事完了[1]。
- 1992年（平成4年）- 体育館改修・給食配膳室改修工事完了[1]。
- 1993年（平成5年）- 東千歳調理場が閉鎖[1]。
- 1994年（平成6年）- 校舎増築工事・旧校舎改修工事完了[1]。
- 1996年（平成8年）- 旧校舎・体育館修繕工事完了[1]。
- 2004年（平成16年）- 陸上同好会石狩教育局長表彰、総合学習が国際ソロプチミスト表彰[1]。
- 2008年（平成20年）- 校舎内部工事完了[1]。
- 2014年（平成26年）- 体育館耐震工事完了[1]。
- 2015年（平成27年）- 校舎改築工事完了[1]。

## 教育目標
- 「知」確かな学力[2]
- 「情」豊かな心[2]
- 「徳」責任ある行動[2]
- 「体」たくましい心身[2]

## 部活動
体育部
- 卓球部

文化部
- 文化部

## 通学区域
通学区域は以下の通り。
- 幌加
- 新川
- 東丘
- 協和

## 出身小学校
- 千歳市立東小学校

## 交通アクセス
鉄道
- JR室蘭本線三川駅より、徒歩54分。